# Држављанство Европске уније
Концепт држављанства Европске уније уведен је закључењем Мастрихтског споразума 1992. године. „Држављанин уније“ је свако лице које има држављанство једне од дражава чланица Европске уније.
Држављанство Европске уније има суплементаран карактер, то јест оно допуњује, а не замењује национално држављанство.
Права и обавезе држављанина Уније не обухватају сва права и обавезе које су својствена држављанима држава чланица, па се зато не сме поистовећивати држављанство Уније и држављанство држава чланица Уније.
ЕУ држављанство садржи и обухвата одређена права и привилегије унутар уније. У већини делова уније држављани ЕУ имају иста права као и својој матичној земљи чланици. Та права укључују:
- право слободног кретања и пребивалишта на територији ЕУ.
- активно и пасивно бирачко право, то јест да бирају и да буду бирани као кандидати на локалним изборима и изборима за за Европски парламент без обзира на то у којој држави чланици имају пребивалиште.
- право на дипломатску и конзуларну заштиту у другој држави изван ЕУ.
- право писања представки односно петиција и притужби пред Европским Парламентом.
- право на обраћање омбудсману или право писати(постављања питања) другом органу Уније на једном од службених језика Уније(као и на одговор на истом).
- право приступа документима Европског Парламента, Европске Комисије или Европског Савета под одређеним условима.
- слободу појединца од имиграционе и пасошке контроле.
- право да се пријаве за рад у било ком сектору (укључујући државни сектор, осим у пословима одбране)

Земље чланице Уније имају заједнички изглед пасошa тамноцрвена боје (изузев пасоша Републике Хрватске, чије су корице плаве боје.) са називом земље чланице, национални грб и натпис „Европска унија“ (на службеном језику чланице).
Амстердамски уговор који је ступио на снагу 1. маја 1998. године проширио је корпус права држављана Уније и предвидео заштиту од диcкриминације по основу полне, расне или етничке припадности, религијског убеђења или уверења, инавалидитета, старосне доби или сексуалне оријентације.